# Katarina Kresal

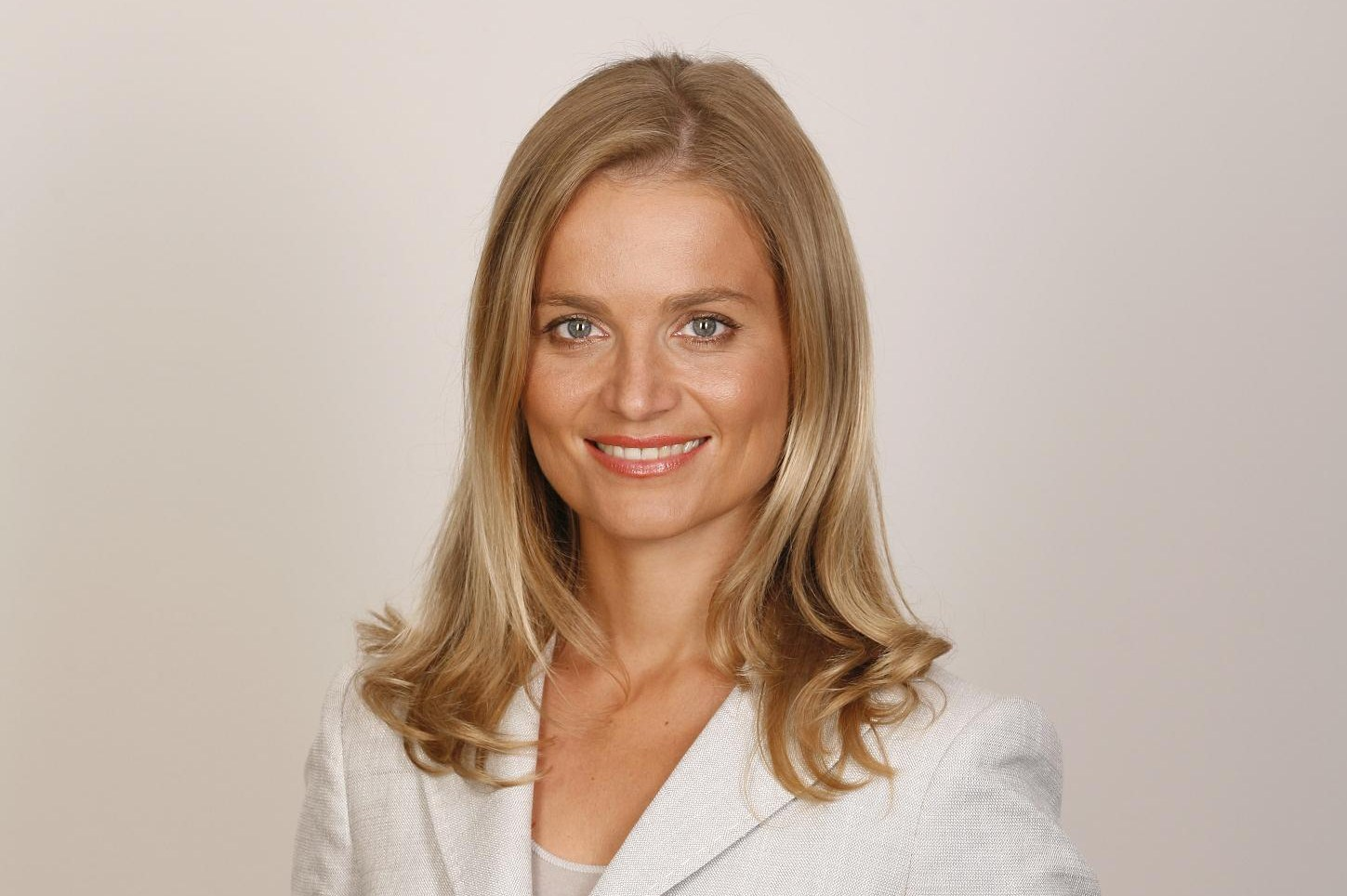
Katarina Kresal (2008)

Katarina Kresal (* 28. Januar 1973 in Ljubljana) ist eine slowenische Juristin und Politikerin. Sie war von Juni 2007 bis zur deutlichen Wahlniederlage ihrer Partei im Dezember 2011 die Vorsitzende der Liberaldemokratie Sloweniens (LDS) und war seit November 2008 Innenministerin der Republik Slowenien in der von Ministerpräsident Borut Pahor geführten Koalitionsregierung.
Im Jahr 2010 war Kresal zwei Misstrauensanträgen wegen Korruptionsvorwürfen ausgesetzt, die sie beide überstand. Nach einem Bericht der Antikorruptionsbehörde, in dem bei der Anmietung eines Gebäudes für den slowenischen Geheimdienst Intransparenz bei der Vergabe des Auftrages an einen persönlichen Freund Kresals festgestellt wurde, trat sie am 10. August 2011 zurück.